# فيرنلي
فيرنلي (بالإنجليزية: Fernley)‏ هي مدينة في مقاطعة ليون في ولاية نيفادا الأمريكية، وتقع شرق منطقة رينو-سباركس الحضرية. تم إدخال المدينة في عام 2001،  وكانت قبل ذلك مكانا مخصصا للتعداد (CDP). بلغ عدد سكان المدينة 19,368 نسمة حسب تعداد عام 2010.  فرنلي هي مقر قناة رينو-فيرنلي، وهي المقر السابق لموقع أمازون (شركة) قبل أن يتم نقله إلى رينو.

## التركيبة السكانية
حدّد مكتب تعداد الولايات المتحدة بيانات التركيبة السكانية لفيرنلي في تعداد الولايات المتحدة. في ما يلي، التركيبة السكانية حسب تعدادي 2000 و2010.

### تعداد عام 2000
بلغ عدد سكان فيرنلي 8,543 نسمة بحسب تعداد عام 2000، وبلغ عدد الأسر 3,151 أسرة وعدد العائلات 2,366 عائلة مقيمة في المدينة. في حين سجلت الكثافة السكانية 25.8 نسمة لكل كيلومتر مربع (66.8/ميل2). وبلغ عدد الوحدات السكنية 3,432 وحدة بمتوسط كثافة قدره 10.3 لكل كيلومتر مربع (26.7/ميل2).
وتوزع التركيب العرقي للمدينة بنسبة 90.11% من البيض و0.46% من الأمريكيين الأفارقة و1.53% من الأمريكيين الأصليين و0.68% من الأمريكيين ذوي الأصول الآسيوية و0.20% من سكان جزر المحيط الهادئ و3.59% من الأعراق الأخرى و3.43% من عرقين مختلطين أو أكثر و8.87% من الهسبانيون أو اللاتينيون من أي عرق.
بلغ عدد الأسر 3,151 أسرة كانت نسبة 42.6% منها لديها أطفال تحت سن الثامنة عشر تعيش معهم، وبلغت نسبة الأزواج القاطنين مع بعضهم البعض 59.5% من أصل المجموع الكلي للأسر، ونسبة 10.2% من الأسر كان لديها معيلات من الإناث دون وجود شريك، بينما كانت نسبة 5.4% من الأسر لديها معيلون من الذكور دون وجود شريكة وكانت نسبة 24.9% من غير العائلات. تألفت نسبة 18.9% من أصل جميع الأسر من عدة أفراد يعيشون في نفس المنزل ونسبة 6.5% كانت تتألف من شخص يعيش بمفرده يبلغ من العمر 65 عاماً أو أكثر. وبلغ متوسط حجم الأسرة المعيشية 2.71، أما متوسط حجم العائلات فبلغ 3.08.
بلغ العمر الوسطي للسكان 34.8 عاماً. وكانت نسبة 29.2% من القاطنين تحت سن الثامنة عشر، وكانت نسبة 7.7% بين الثامنة عشر والرابعة والعشرين عاماً، ونسبة 29.9% كانت واقعةً في الفئة العمرية ما بين الخامسة والعشرين والرابعة والأربعين عاماً، ونسبة 23.7% كانت ما بين الخامسة والأربعين والرابعة والستين، ونسبة 9.6% كانت ضمن فئة الخامسة والستين عاماً فما فوق. يوجد لكل 100 أنثى 100.7 ذكر، ويوجد لكل 100 أنثى في الثامنة عشر من عمرها فما فوق 98.4 ذكر.
بلغ متوسط دخل الأسرة في المدينة 44,695 دولارًا، أما متوسط دخل العائلة فبلغ 49,596 دولارًا. وكان متوسط دخل الذكور 37,480 دولارًا مقابل 26,938 دولارًا للإناث. وسجل دخل الفرد الخاص بالمدينة 18,622 دولارًا. وكانت نسبة 4.9% من العائلات ونسبة 6.3% من السكان تحت خط الفقر، وكان من هؤلاء نسبة 7.7% تحت سن الثامنة عشر ونسبة 5.5% في الخامسة والستين من العمر وما فوق.

### تعداد عام 2010
بلغ عدد سكان فيرنلي 19,368 نسمة بحسب تعداد عام 2010، وبلغ عدد الأسر 7,048 أسرة وعدد العائلات 5,206 عائلة مقيمة في المدينة. في حين سجلت الكثافة السكانية 58.4 نسمة لكل كيلومتر مربع (151.3/ميل2). وبلغ عدد الوحدات السكنية 7,975 وحدة بمتوسط كثافة قدره 24 لكل كيلومتر مربع (62.2/ميل2).
وتوزع التركيب العرقي للمدينة بنسبة 84.54% من البيض و1.04% من الأمريكيين الأفارقة و1.77% من الأمريكيين الأصليين و2.03% من الأمريكيين ذوي الأصول الآسيوية و0.36% من سكان جزر المحيط الهادئ و5.68% من الأعراق الأخرى و4.57% من عرقين مختلطين أو أكثر و14.38% من الهسبانيون أو اللاتينيون من أي عرق.
بلغ عدد الأسر 7,048 أسرة كانت نسبة 38.7% منها لديها أطفال تحت سن الثامنة عشر تعيش معهم، وبلغت نسبة الأزواج القاطنين مع بعضهم البعض 56.6% من أصل المجموع الكلي للأسر، ونسبة 10.8% من الأسر كان لديها معيلات من الإناث دون وجود شريك، بينما كانت نسبة 6.5% من الأسر لديها معيلون من الذكور دون وجود شريكة وكانت نسبة 26.1% من غير العائلات. تألفت نسبة 19.5% من أصل جميع الأسر من عدة أفراد يعيشون في نفس المنزل ونسبة 6.7% كانت تتألف من شخص يعيش بمفرده يبلغ من العمر 65 عاماً أو أكثر. وبلغ متوسط حجم الأسرة المعيشية 2.74، أما متوسط حجم العائلات فبلغ 3.13.
بلغ العمر الوسطي للسكان 36.3 عاماً. وكانت نسبة 27.7% من القاطنين تحت سن الثامنة عشر، وكانت نسبة 7% بين الثامنة عشر والرابعة والعشرين عاماً، ونسبة 27.2% كانت واقعةً في الفئة العمرية ما بين الخامسة والعشرين والرابعة والأربعين عاماً، ونسبة 26.4% كانت ما بين الخامسة والأربعين والرابعة والستين، ونسبة 11.8% كانت ضمن فئة الخامسة والستين عاماً فما فوق. وتوزع التركيب الجنسي للسكان بنسبة 50.3% ذكور و49.7% إناث.